# Municipio de South Hanover
El municipio de South Hanover (en inglés: South Hanover Township) es un municipio ubicado en el condado de Dauphin en el estado estadounidense de Pensilvania. En el año 2000 tenía una población de 4.793 habitantes y una densidad poblacional de 164.4 personas por km².

## Geografía
El municipio de South Hanover se encuentra ubicado en las coordenadas 40°18′00″N 76°41′59″O / 40.30000, -76.69972.

## Demografía
Según la Oficina del Censo en 2000 los ingresos medios por hogar en la localidad eran de $64,010 y los ingresos medios por familia eran de $67,288. Los hombres tenían unos ingresos medios de $47,188 frente a los $29,797 para las mujeres. La renta per cápita de la localidad era de $29,213. Alrededor del 1,5% de la población estaba por debajo del umbral de pobreza.